# Bush Theatre
Le Bush Theatre est un théâtre situé dans la bibliothèque publique Passmore Edwards, dans le quartier Shepherd's Bush du London Borough of Hammersmith and Fulham. 
Il a été créé en 1972 comme vitrine pour le travail de nouveaux auteurs. Le Bush Theatre s'efforce de créer un espace qui nourrit et développe de nouveaux artistes et leur travail. Pépinière des meilleurs nouveaux dramaturges, dont beaucoup sont devenus reconnus, le Bush Theatre a produit des centaines de premières, dont beaucoup de productions propres, et a accueilli des productions de compagnies de théâtre et d'artistes de partout dans le monde.     

## Directeurs artistiques
- Jenny Topper (1977–88), conjointement avec Nicky Pallot (1979–1990)[1]

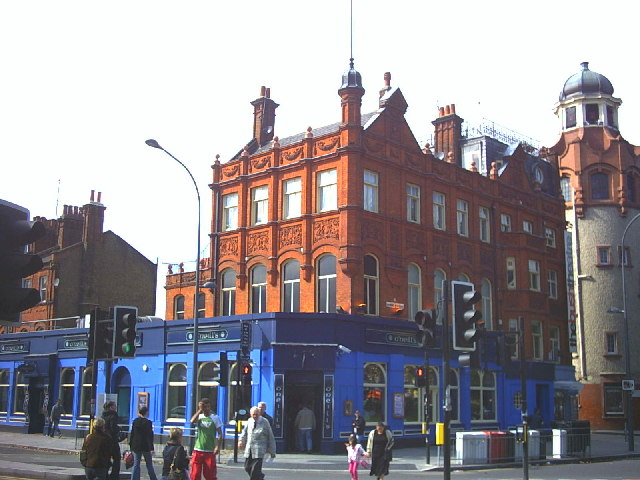
Le bâtiment d'origine du Bush Theatre au-dessus du pub The Bush, au coin de Goldhawk Road et Shepherd's Bush Green (2005). Le Shepherd's Bush Empire est à droite.

- Dominic Dromgoole (1990–1996)[2]
- Mike Bradwell (1996-2007)
- Josie Rourke (2007-2012)[3]
- Madani Younis (2011-2018)[4],[5]
- Lynette Linton (2019-présent)[6]